# لجام الشفرين الصغيرين
لجام الشفرين الصغيرين هو لجام تشريحي يقع في منطقة التقاء الشفرين الصغيرين من الخلف.

## تمزق لجام الشفرين الصغيرين
قد يتمزق لجام الشفرين الصغيرين أثناء الولادة بسبب الشد الذي يتعرض له الفرج أو أنه يتمزق بسبب الممارسة الجنسية. ولمنع التمزق العشوائي، تقوم القابلات بعمل شق من منطقة العجان ابتداء من لجام الشفرين الصغيرين حتى منطقة فتحة الشرج. في بعض الأحيان، يمتد الشق حتى منطقة العجان مما يؤثر على وظيفة العاصرة الشرجية. لذلك تلجأ طبيبات التوليد لعمل شق يمر من جانب منطقة العجان لتجنب مضاعفات العملية.
كما قد يحدث تمزق لجام الشفرين الصغيرين في حالات الاغتصاب، لذلك قد تحتاج مثل هذه الحالات إلى خياطة جراحية.